# Childfree
I childfree (anglicismo formato dalle parole child, che sta per bambino, e free, che vuol dire libero), chiamati a volte anche no kids, sono persone che scelgono di non avere bambini.

## Terminologia
Il termine comprende le persone che sono fertili e non intendono avere figli, le persone che hanno scelto la sterilizzazione senza avere avuto figli, o le donne in menopausa che hanno scelto di non avere figli o le persone che sono altrimenti sterili ma la loro sterilità non ha impatto sul loro desiderio di non avere figli.
Il termine childfree descrive anche gli ambienti domestici e urbani in cui i bambini non sono i benvenuti. In questo senso, il termine è l'opposto di "child-friendly", che descrive ambienti che sono sicuri e accoglienti per i bambini. Il significato del termine childfree viene tradizionalmente utilizzato per esprimere il non voler avere figli, sia per scelta, sia per circostanza o perché non c'è l'istinto verso la procreazione e quindi neppure il desiderio di adottarli.